# Rio Mananara
O rio Mananara corre sobre a superfície de Madagascar.

Rios de Madagascar